# Хондрилла
Хондри́лла (лат. Chondrilla) — род травянистых растений семейства Астровые (Asteraceae).

## Описание
Многолетние, реже двулетние, травянистые растения, 50—100 см высотой. Средние и верхние стеблевые листья очередные, цельные, цельнокрайние; листья прикорневой розетки (могут отсутствовать) и нижние стеблевые — струговидно раздельные.

## Виды
- Chondrilla acantholepis Boiss. — Хондрилла колючечешуйная
- Chondrilla ambigua Fisch. — Хондрилла сомнительная
- Chondrilla aspera (Schrad. ex Willd.) Poir. — Хондрилла шероховатая
- Chondrilla bosseana Iljin — Хондрилла Боссэ
- Chondrilla brevirostris Fisch. & C.A.Mey. — Хондрилла коротконосиковая, или Хондрилла короткоклювая
- Chondrilla canescens Kar. & Kir. — Хондрилла седоватая
- Chondrilla gibbirostris Popov — Хондрилла горбоносая
- Chondrilla graminea M.Bieb. — Хондрилла злаколистная
- Chondrilla hispida (Pall.) Poir. — Хондрилла щетинистоволосистая
- Chondrilla juncea L. — Хондрилла ситниковиднаяtypus
- Chondrilla kusnezovii Iljin — Хондрилла Кузнецова
- Chondrilla laticoronata Leonova — Хондрилла ширококорончатая
- Chondrilla latifolia M.Bieb. — Хондрилла широколистная
- Chondrilla lejosperma Kar. & Kir. — Хондрилла гладкосемянная
- Chondrilla macra Iljin — Хондрилла тощая
- Chondrilla macrocarpa Leonova — Хондрилла крупноплодная
- Chondrilla maracandica Bunge — Хондрилла самаркандская
- Chondrilla mujunkumensis Iljin & Igolkin — Хондрилла муюнкумская
- Chondrilla ornata Iljin — Хондрилла украшенная
- Chondrilla pauciflora Ledeb. — Хондрилла малоцветковая
- Chondrilla phaeocephala Rupr. — Хондрилла темноголовая
- Chondrilla piptocoma Fisch. & C.A.Mey. — Хондрилла ломконосная
- Chondrilla rouillieri Kar. & Kir. — Хондрилла Рулье